# 博卡联合竞技俱乐部
博卡联合竞技俱乐部(Club Atlético Boca Unidos)，阿根廷科连特斯省的一个足球俱乐部。